# Грци
Грци или Хелени (архаично Јелини; транслит.  — „Елини”; транслит.  — „Хелени”) индоевропски су народ, који претежно живи у Грчкој (где чини око 96% становништва) и на Кипру (где чини око 77% становништва).
Грци су потомци древних Грка, народа који се сматра утемељивачем савремене европске цивилизације. Почетак грчке цивилизације означава микенска култура (после 1450. године п. н. е.). У Хомерско доба (12—8 века п. н. е.), Грци су основали велики број колонија на обалама Средоземља.
За грчку историју је веома значајно време владавине Александра Македонског (336—323. године п. н. е.). Александар Македонски је Грчку проширио до источних граница свог светског царства. После распада Александровог царства настају хеленистичке државе, које касније падају под власт Римљана.
Источно римско односно Византијско царство, које је постало самостално 395. године, суштински је представљало грчку државу. Последњи остаци Царства долазе под турску власт падом Цариграда 1453. године. Модерна грчка држава (тадашња Грчка) основана је 1828. године, док Кипар постаје независна држава тек 1961. године.
Грци су већином православне вероисповести, а говоре грчким језиком, који се сматра посебним огранком индоевропске породице језика. Грка укупно има око 12.618.000, од тога у Грчкој 10.231.000, у САД 720.000, на Кипру 632.000. У Србији према попису из 2011. године живи 725 Грка.

## Историја
Грци говоре грчким језиком, који чини посебну јединствену грану у индоевропској породици језика, грану хеленских језика.

### Почеци
Протогрци су на подручје које се сада зове Грчка, на јужном делу Балканског полуострва, вероватно стигли крајем 3. миленијума пре нове ере. Редослед миграција на грчко копно током 2. миленијума п. н. е. реконструисан је на основу древних грчких дијалеката, па је подложан одређеним неизвесностима. Догодиле су се најмање две сеобе, прва је била Јонаца и Ахајаца, што је довело до стварања Микенске цивилизације до 16. века пре нове ере, и друга, Дорска најезда, око 11. века пре нове ере, расељавајући аркадокрипатске дијалекте, који су потекли из микенског периода. Обе миграције се дешавају у прелазним периодима, микенски на прелазу у Касно бронзано доба а дорски током Колапса бронзаног доба.
Алтернативну хипотезу изнео је лингвиста Владимир Георгијев, који говорнике прагрчког језика поставља на северозапад Грчке до раног хеладског периода (3. миленијум пре нове ере), тј. пред крај европског неолита. Лингвисти Расел Греј и Квентин Аткинсон у раду из 2003. године користивши рачунске методе на шведским листама дошли су до нешто раније процене, око 5000. п. н. е. за грчко-јерменски раскол и појаву грчког као посебне језичке лозе око 4000. п. н. е.

### Микенски Грци
Око 1600. п. н. е., микенски Грци позајмили су од Минојске цивилизације њен слоговни систем писања (Линеар А) и развили сопствено слоговно писмо познато као Линеар Б, пружајући први и најстарији писани доказ о грчком језику. Микенски Грци су брзо продрли у Егејско море и до 15. века пре нове ере населили су Родос, Крит, Кипар и обале Мале Азије.
Око 1200. п. н. е, Дорци, још један народ који говори грчки, кренули су из Епира. Традиционално, историчари верују да је Дорска најезда проузроковала колапс Микенске цивилизације, али вероватно је главни напад извршен од стране Народа са мора који су упловили у источни Медитеран око 1180. п. н. е. Дорску инвазију пратио је период о коме постоје мало сачуваних извора, прикладно назван Мрачни век, али према изворима од 800. године пре нове ере могу се уочити почеци Архајске и Класичне Грчке.
Грци класичне антике идеализовали су своје микенске претке и микенски период као славно доба хероја, блискости богова и материјалног богатства. Хомерови епови (Илијада и Одисеја) били су посебно и општеприхваћени као део грчке прошлости и тек у време еухеризма научници су почели да преиспитују Хомерову историчност. Као део микенског наслеђа које је преживело, имена богова и богиња микенске Грчке (нпр. Зевс, Посејдон и Хад) постали су главне фигуре олимпског Пантеона касније антике.

### Класични период
Етногенеза грчке нације повезана је са развојем панхеленизма у 8. веку пре нове ере. Према неким научницима, основни догађај су биле Олимпијске игре 776. п. н. е, када је идеја о заједничком хеленизму међу грчким племенима први пут преточена у заједничко културно искуство и хеленизам је првенствено био ствар заједничке културе. Дела Хомера (Илијада и Одисеја) и Хесиода (нпр. Теогонија) написана су у 8. веку пре нове ере, постајући основа националне религије, етоса, историје и митологије. Аполоново светилиште у Делфима основано је у овом периоду.
Класични период грчке цивилизације обухвата време које се протеже од раног 5. века пре нове ере до смрти Александра Великог, 323. п. н. е. (неки аутори више воле да тај период деле на „класични“, од краја Грчко-персијских ратова до краја Пелопонеског рата и „Четврти век“, све до Александрове смрти). Назван је тако јер је поставио стандарде по којима ће се судити о грчкој цивилизацији у каснијим ерама. Класични период је такође описан као „Златно доба“ грчке цивилизације, а његова уметност, филозофија, архитектура и књижевност биле би кључне за формирање и развој западне културе.
Иако су Грци класичне ере схватали да припадају заједничком хеленском геносу, њихова прва оданост била је њиховом граду и нису видели ништа нескладно у ратовању, често бруталном, са другим грчким полисима. Пелопонески рат, грађански рат великих размера између два најмоћнија грчка полиса Атине и Спарте и њихових савезника, ослабио је и једне и друге.
Већина завађених грчких полиса била је, по мишљењу неких историчара, уједињена силом под велом Филипових и Александрових панхеленских идеала, мада већина прихвата објашњење "македонског освајања ради освајања" због богатства, славе и моћи и посматра „идеал“ као корисну пропаганду усмерену ка градовима државама.
У сваком случају, Александрово освајање Ахменидског царства, после његових победа у биткама на Граники, Ису и Гаугамели, и његовог напредовања до данашњег Пакистана и Таџикистана, обезбедило је важан излаз за грчку културу, путем стварање колонија и трговинских путева. Иако Александрово царство није преживело смрт свог творца нетакнуто, културне импликације ширења хеленизма на већем делу Средњег истока и Азије биле су дуготрајне пошто је грчки језик постаолингва франка, статус који је задржао чак и током римског доба. Многи Грци су се населили у хеленистичким градовима попут Александрије, Антиохије и Селеукије. Две хиљаде година касније, још увек постоје заједнице у Пакистану и Авганистану, попут Калаша, који тврде да потичу од грчких насељеника.

### Хеленистички период
Хеленистичка ера била је следећи период грчке цивилизације, за чији се почетак обично узима период Александрове смрти. Ово хеленистичко доба, названо тако јер су хеленизоване многе негрчке културе, протежући се све до Индије и Бактрије, које су вековима одржавале грчке културе и начине владавине. За крај овог периода се често узима римско освајање Египта 30. године пре нове ере, иако је Индо-грчко краљевство постојало још неколико деценија.
У ово доба Грци су се кретали ка већим градовима и смањивали значај полиса. Ови већи градови били су делови још већих краљевства Дијадоха. Грци су, међутим, остали свесни своје прошлости, углавном проучавањем дела Хомера и класичних аутора. Важан фактор одржавања грчког идентитета био је контакт са варварским (негрчким) народима, који је продубљен у новом космополитском окружењу мултиетничких хеленистичких краљевстава. То је довело до снажне жеље међу Грцима да организују пренос хеленске паидеје на следећу генерацију. Генерално се сматра да су грчка наука, технологија и математика достигле врхунац током хеленистичког периода.
У Индо-грчком и Грчко-бактријском краљевству ширио се грчки будизам и грчки мисионари ће играти важну улогу у његовом ширењу у Кину. Даље на исток, грчка Најудаљенија Александрија била је кинеским народима позната као Дајуан.

### Римско царство
Између 168. п. н. е. и 30. п. н. е. Рим је освојио цео грчки свет, а готово сви светски говорници грчког света живели су као грађани или поданици Римског царства. Упркос својој војној надмоћи, Римљани су им се дивили и на њих су снажно утицала достигнућа грчке културе, отуда и чувена Хорацијева изјава: Грчка је, иако заробљена, одвела свог дивљег освајача у заробљеништво (лат. Graecia capta ferum victorem cepit). У вековима након римског освајања грчког света, грчка и римска култура стопиле су се у јединствену грчко-римску културу.
У верској сфери ово је био период дубоких промена. У духовној револуцији која се догодила, дошло је до опадања старе грчке религије, чији је пад почетком 3. века пре нове ере настављен увођењем нових верских покрета са Истока. Култови божанстава попут Изиде и Митре уведени су у грчки свет. Заједнице хеленизованог Истока које су говориле грчки играле су кључну улогу у ширењу раног хришћанства у 2. и 3. веку, а рани хришћански вође (међу њима најпознатији Апостол Павле) углавном су говорили грчки, мада нису потицали из саме Грчке. Међутим, и сама Грчка је имала тенденцију да се држи незнабоштва и није била једно од утицајних средишта раног хришћанства: заправо су неке древне грчке верске праксе остале у моди до краја 4. века, са неким областима, као нпр. југоисточни Пелопонез, које су остале незнабожачке све до средине византијског 10. века нове ере. Регион Цаконија остао је незнабожачки све до деветог века и као такви његови становници, у смислу да су били незнабошци, називани су „Хеленима“, од стране њихове хришћанске грчке браће који су припадали византијском друштву.
Иако су етничке разлике још увек постојале у Римском царству, оне су постале споредне у односу на верска разматрања, а обновљено царство користило је хришћанство као средство за подршку својој кохезији и промовисало снажни римски национални идентитет. Од раних векова заједничког доба, Грци су се самоидентификовали као Римљани (грчки: „Ῥωμαῖοι“ Rhōmaîoi). До тада је назив Хелени означавао пагане, али је поново обновљен као етноним у 11. веку.

### Средњи век
Током већег дела средњег века, византијски Грци су се идентификовали као Ромеји (грч „Ῥωμαῖοι“), "Римљани", у преводу грађани Римског царства), термин који је на грчком језику постао синоним за хришћанске Грке. Употребљаван је и латинизовани израз Грекој (грч „Γραικοί“), мада је његова употреба била ређа и није постојала у званичној византијској политичкој преписци, пре Четвртог крсташког рата 1204. Источно римско царство (данас се конвенционално назива Византијско царство, назив који се није користио у тадашњем времену) било је под све већим утицајем грчке културе после 7. века када је цар Ираклије (владао од 610. до 641.) одлучио да грчки језик прогласи службеним језиком царства. Иако је Католичка црква признавала право Источног царства на римско наслеђе током неколико векова, након што је папа Лав III крунисао Карла Великог, краља Франака, за "римског цара" 25. децембра 800., чин који је на крају довео до формирања Светог римског царства, латински запад почео је фаворизовати Франке и почео је да говори о Источном римском царству углавном као о Грчком царству (лат. Imperium Graecorum). Иако се овај латински израз за античке Хелене могао користити неутрално, западњаци су га од 9. века надаље користили да би оспорили византијске претензије на римско наслеђе и учинили га погрдним егзонимом за Византинце који су га слабо користили, углавном у контекстима који се односе на запад, као што су текстови који се односе на Фирентинску унију, да би се представило западно гледиште.
Постоје три школе мишљења у вези са овим византијским римским идентитетом у савременој византологији: Прва сматра „романство“ начином самоидентификације субјеката мултиетничког царства, бар до 12. века, где је просечни субјект идентификовао као римски; други вишегодишњи приступ, који на романство гледа као на средњовековни израз континуирано постојеће грчке нације; док треће гледиште источни римски идентитет сматра предмодерним националним идентитетом. Основне вредности византијских Грка извучене су и из хришћанства и из хомерске традиције древне Грчке.
Изразити грчки идентитет поново се појавио у 11. веку у образованим круговима и постао снажнији након заузимања Цариграда од стране крсташа током Четвртог крсташког рата 1204. године. У Никејском царству, уски круг елите користио је термин „Хелен“ као термин самоидентификације. Након што су Византинци поново заузели Цариград, 1261. године, Ромеји је поново постао доминантан термин за самоописивање и мало је трагова термина „Хелени“ (грч „Έλληνας“), осим у списима Георгија Плетона, који је напустио хришћанство и у чијим је списима кулминирала секуларна тенденција у интересовању за класичну прошлост. Међутим, управо је комбинација православног хришћанства са специфично грчким идентитетом обликовала представу Грка о себи у позним годинама царства. У позним годинама Византијског царства, угледне византијске личности предложиле су да се титула „Византијски цар“ односи на „цара Хелена". Ови углавном реторички изрази хеленског идентитета били су ограничени у интелектуалним круговима, али су их наставили византијски интелектуалци који су учествовали у италијанској ренесанси.
Интересовање за класично грчко наслеђе допуњено је поновним истицањем грчког православног идентитета, који је ојачан везама током касног средњег века између османских Грка са православним хришћанима у Руској Империји. Они су додатно ојачани након пада Трапезунтског царства 1461. године, након чега је до Руско-турског рата 1828–1829 стотине хиљада Понтских Грка побегло или мигрирало из Понтијских планина и Јерменске висоравни у јужну Русију и руско Закавказје.
Византијски Грци били су у великој мери заслужни за очување књижевности класичне ере. Византијски граматичари били су одговорни за лично и писмено преношење древних грчких граматичких и књижевних студија на Запад током 15. века, дајући италијанској ренесанси велики подстицај. Аристотелова филозофска традиција била је готово непрекинута у грчком свету скоро две хиљаде година, све до пада Цариграда 1453. године.
Словенском свету су византијски Грци допринели ширењем писмености и хришћанства. Најзначајнији пример био је рад двојице византијске грчке браће, монаха Ћирила и Методија из лучког града Солуна, престонице Солунске теме, који су заслужни за формализацију првог словенског писма.

### Османско царство
После пада Цариграда 29. маја 1453. године, многи Грци су тражили боље могућности запошљавања и образовања одлазећи на Запад, посебно у Италију, средњу Европу, Немачку и Русију. Грци су заслужни за европску културну револуцију, касније названу ренесанса. Грци су играли водећу улогу у Османском царству, делом и због чињенице да је централно средиште царства, политички, културно и социјално, било засновано на Западној Тракији и грчкој Македонији, обе регије у Северној Грчкој, и наравно било је усредсређено на углавном насељену Грцима, бившу византијску престоницу, Константинопољ. Као директна последица ове ситуације, говорници грчког језика играли су изузетно важну улогу у османском трговинском и дипломатском естаблишменту, као и у цркви. Уз то, у првој половини османског периода мушкарци грчког порекла чинили су значајан део османске војске, морнарице и државне бирократије, који су као адолесценти (заједно са Албанцима и Србима) стизали у османску службу током данака у крви. Многи Османлије грчког (или албанског или српског) порекла могли су се, дакле, наћи у османским снагама које су управљале провинцијама, од Османског Египта до Османсог Јемена и Османског Алжира.
За оне који су остали под османским милетским системом, религија је била одлучујућа карактеристика националних група, па су Османлије егзоним „Грци“ примењивали на све чланове православне цркве, без обзира на њихов језик или етничко порекло. Говорници грчког били су једина етничка група која се заправо звала Ромеји, и, барем они образовани, сматрали су да је њихова националност хеленска. Међутим, било је много Грка који су избегли другоразредни статус хришћана својствен османском милетском систему, према којем су муслимани изричито добијали повлашћени третман. Ти Грци су или емигрирали, посебно код свог православног хришћанског заштитника Руске Империје, или су једноставно прешли на ислам, често само врло површно док су и даље били криптохришћани. Најуочљивији примери великог преласка на турски ислам међу онима који су данас дефинисани као грчки муслимани - изузимајући оне који су морали да се преобрате приликом регрутовања кроз данак у крви— могли су се наћи на Криту, Македонији (на пример међу Валахадима у западној Македонији), и међу Понтским Грцима у Понтијским планинама и Јерменске висоравни. Неколико османских султана и принчева такође је било делимично грчког порекла, са мајкама које су биле или грчке конкубине или принцезе из византијских племићких породица, један од познатих примера је султан Селим I (владао од 1512. до 1520), чија је мајка, Гулбахар Хатун, била Понтска Гркиња.
Корени грчког успеха у Османском царству могу се пратити преко грчке традиције образовања и трговине која је била заступљена код Фанариота. Богатство екстензивне трговачке класе која је пружила материјалну основу за интелектуални препород било је истакнуто обележје грчког живота и довело до избијања Грчког рата за независност 1821. године. Не случајно, уочи 1821. године, три најважнија центра грчког учења била су смештена у Хиосу, Смирни и Aјвалику, сва три града били су главни центри грчке трговине. Грчком успеху допринела је је и грчка доминација у вођству православне цркве.

### Модерно доба
Покрет грчке просвећености, грчки израз за доба просветитељства, допринео је не само промоцији образовања, културе и штампе међу Грцима, већ и у случају независности од Османлија, и обнављању појма "Хелени". Адамантиос Кораис, вероватно најважнији интелектуалац покрета, залагао се за употребу израза „Хелена“ (грч. Έλληνας) или "Грекоса" (грч. Γραικός) уместо Ромеја.
Веза између етничког грчког идентитета и грчке православне религије наставила се и након стварања модерне грчке националне државе 1830. године. Према другом члану првог грчког устава 1822. године, Грк је дефинисан као било који домаћи хришћански становник Краљевине Грчке, клаузула уклоњена до 1840. Век касније, када је потписан Лозански мир између Грчке и Турске 1923. године, две земље су се сложиле да користе религију као одредницу етничког идентитета у сврху размене становништва, мада је већина Грка (преко милион од укупних 1,5 милиона) већ била протерана у тренутку потписивања споразума. Геноцид над Грцима, посебно оштро протеривање Понтских Грка са јужне обале Црног мора, истовремено са и након пропале грчке кампање у Малој Азији, био је део овог процеса туркификације Османског царства и стављања његове економије и трговине, тада већим делом у грчким рукама под контролом етничких Турака.

## Идентитет
Термини коришћени за дефинисање грчког етничког идентитета варирали су током историје, али никада нису били ограничени или у потпуности идентификовани са чланством у грчкој држави. Херодот је дао чувени извештај о томе шта је дефинисало грчки (хеленски) етнички идентитет током његовог доба, набрајајући 
1. заједничко порекло (грч. ὅμαιμον – homaimon, "исте крви "),[115]
2. заједнички језик (грч. ὁμόγλωσσον – homoglōsson, "причање истим језиком")[116]
3. заједничка светилишта и жртвовања (грч. θεῶν ἱδρύματά τε κοινὰ καὶ θυσίαι – theōn hidrumata te koina kai thusiai)[117]
4. заједнички обичаји (грч. ἤθεα ὁμότροπα – ēthea homotropa).[118][119][120]

Према западним стандардима, појам Грци традиционално се односи на било ког изворног говорника грчког језика, било микенског, византијског или новогрчког. Византијски Грци су се самоидентификовали као Ромеји, Грци и Хришћани будући да су били политички наследници Римског царства, потомци њихових античких грчких предака и следбеници апостола, током средњег и позног византијског периода (11. – 13. век), све већи број византијских грчких интелектуалаца сматрао се Хеленима, иако је за већину грчкоговорника „Хелен“ и даље значио незнабожац. Уочи пада Цариграда последњи цар је подстакао своје војнике да се сете да су потомци Грка и Римљана.
Пре успостављања модерне грчке националне државе, везу између старих и модерних Грка истицали су учењаци грчког просветитељства, посебно Ригас Фераиос. У свом „Политичком уставу“ обраћа се нацији као „народу потомака Грка". Модерна грчка држава створена је 1829. године, када су Грци ослободили део својих историјских домовина, Пелопонез, од Османског царства. Велика грчка дијаспора и трговачка класа били су кључни за преношење идеја западног романтичарског национализма и филхеленизма, који су заједно са концепцијом хеленизма, формулисаном током последњих векова Византије, чинили основу дијафотизма и садашње концепција хеленизма.
Грци су данас нација у значењу етноса, дефинисаног поседовањем грчке културе и грчким матерњим језиком, а не држављанством, расом и религијом или припадношћу некој одређеној држави. У античко и средњовековно доба и у мањој мери данас грчки израз био је „генос“, што такође указује на заједничко порекло.

### Име
Грци и грчки говорници користили су различита имена да би заједнички називали сопствени народ. Термин Ахајци (грч. Ἀχαιοί) једно је од колективних имена за Грке у Хомеровој Илијади и Одисеји (Хомерови „дугокоси Ахајци“ били су део Микенске цивилизације која је доминирала Грчком од око 1600. п. н. е. до 1100. п. н. е.). Остала уобичајена имена су Данајци (грч. Δαναοί) и Аргивци (грч. Ἀργεῖοι) док се Панхелени (грч. Πανέλληνες) и Хелени (грч. Ἕλληνες) појављују само једном у Илијади; сви ови изрази коришћени су, синонимно, за означавање заједничког грчког идентитета. У историјском периоду Херодот је Ахајце са северног Пелопонеза идентификовао као потомке ранијих, Хомерових Ахајаца.
Хомер говори о "Хеленима" као о релативно малом племену настањеном у тесалској Фтији, са ратницима под командом Ахила. Паријанска хроника каже да је Фтија била домовина Хелена и да су ово име добили они који су се раније звали Грци (грч. Γραικοί). У грчкој митологији, Хелен, праотац Хелена који је владао око Фтије, био је син Пире и Деукалиона, јединих преживелих након великог потопа. Грчки филозоф Аристотел именује древну Хеладу као подручје у Епиру између Додоне и реке Ахелој, земље коју су окупирали Селои и „Грци“ који су касније постали познати као „Хелени ". У хомеровој традицији, Селои су били свештеници Додонијског Зевса.
У Хесиодовом Каталогу жена, Греко је представљен као син Зевса и Пандоре II, сестре Хелена. Према Паријанским хроникама, када је Деукалион постао краљ Птије, Грекоји (грч. Γραικοί) су добили име Хелени. Аристотел је у својој Метеорологици забележио да су Хелени били у сродству са Грекојима.

### Континуитет
Најочигледнија веза између модерних и старих Грка је њихов језик, који има документовану традицију од најмање 14. века пре нове ере до данас, мада са прекидом током грчког мрачног века (11.- 8. век п. н. е.). Научници упоређују континуитет грчке традиције само са кинеском. Од свог настанка, хеленизам је првенствено био ствар заједничке културе и национални континуитет грчког света је много извеснији од његовог демографског стања. Па ипак, хеленизам је такође отелотворио димензију предака кроз аспекте атинске књижевности који су развијали и утицали на идеје порекла засноване на аутохтоности. Током каснијих година Источног римског царства, подручја попут Јоније и Константинопоља доживела су хеленски препород у језику, филозофији и књижевности и на класичним моделима мишљења и учења. Ово оживљавање дало је снажан подстицај осећају културне повезаности са древном Грчком и њеним класичним наслеђем. Током своје историје Грци су задржали свој језик и алфабет, одређене вредности и културне традиције, обичаје, осећај верске и културне разлике и искључености (реч варвари користила је историчарка 12. века Ана Комнина да опише људе који нису говорили грчким језиком), осећај грчког идентитета и здрав осећај етничке припадности упркос неспорним друштвено-политичким променама у протекла два миленијума. У недавним антрополошким студијама анализирани су и стари и модерни грчки остеолошки узорци који показују био-генетски афинитет и континуитет који деле обе групе. Такође постоји директна генетска веза између старих Грка и модерних Грка.

### Демографија
Данас су Грци већинска етничка група у Грчкој, где чине 93% становништва земље, и на Кипру где чине 78% становништва острва (без турских досељеника у окупирани део земље). Грчке популације традиционално не показују високе стопе раста; велики проценат раста грчког становништва од оснивања Грчке 1832. године приписан је анексији нових територија, као и приливу 1,5 милиона грчких избеглица након размене становништва између Грчке и Турске 1923. године. Око 80% становништва Грчке је урбано, од којих је 28% концентрисано у граду Атини.
Грци са Кипра имају сличну историју емиграције, обично у свету енглеског говорног подручја због колонизације острва од стране Британске империје. Таласи емиграције пратили су турску инвазију Кипра 1974. године, док се становништво смањивало између средине 1974. и 1977. године као резултат емиграције, ратних губитака и привременог пада природног прираштаја. Након етничког чишћења трећине грчког становништва острва 1974. године, дошло је и до повећања расељеног броја кипарских Грка, посебно на Блиском истоку, што се одразило смањењем становништва током 1990-их. Today more than two-thirds of the Greek population in Cyprus is urban.
У Албанији постоји значајна грчка мањина од приближно 200.000 људи. Грчка мањина у Турској, која је бројала више од 200.000 људи након размене 1923. године, сада се смањила на неколико хиљада, након што су Септембарски погром и други видови насиља и дискриминације били спонзорисани од Турске 1955. године. Овим је ефективно окончано, иако не у потпуности, три хиљаде година старо присуство хеленизма у Малој Азији. У остатку балканских земаља, Леванту и црноморским државама постоје мање грчке мањине, остаци старе Грчке дијаспоре (пре 19. века).

### Дијаспора
Укупан број Грка који данас живе изван Грчке и Кипра је спорно питање. Тамо где су доступни подаци о попису, они показују око 3 милиона Грка изван Грчке и Кипра. Процене које је пружио САЕ - Светски савет Хелена у иностранству процењују на око 7 милиона широм света. Према Ђорђу Превелакису са Универзитета Сорбоне, тај број је износи мало испод 5 милиона. Интеграција, међусобни бракови и губитак грчког језика утичу на самоидентификацију Омогение. Важни центри нове грчке дијаспоре данас су Лондон, Њујорк, Мелбурн и Торонто. Хеленски парламент је 2010. године увео закон који омогућава Грцима у дијаспори да гласају на изборима у Грчкој. Овај закон је касније укинут почетком 2014.

#### Античка
У давним временима трговачке и колонизаторске активности грчких племена и градских држава шириле су грчку културу, религију и језик око базена Средоземног и Црног мора, посебно на Сицилији и у Јужној Италији, Шпанији, на југу Француске и обали Црног мора. Под царством Александра Великог и државама наследницама, на Блиском истоку, Индији и у Египту основане су грчке и хеленизоване владајуће класе. Хеленистичка ера карактерише нови талас грчке колонизације који је успоставио грчке градове и краљевства у Азији и Африци. Под Римским царством, лакше кретање људи ширило је Грке по Царству, а на источним територијама грчки је постао лингва франка а не латински језик. Савремена заједница Грико у јужној Италији, која броји око 60.000, можда представља потомке древног грчког становништва Италије.

#### Савремена
Током и након грчког рата за независност, Грци дијаспоре били су важни у успостављању новонастале државе, прикупљању средстава и свести у иностранству. Грчке трговачке породице већ су имале контакте у другим земљама и током нереда многи су се преселили у подручје Медитерана (нарочито Марсеља у Француској, Ливорна у Италији, Александрије у Египту), Русије (Одеса и Санкт Петербург), и Британије (Лондон и Ливерпоол) одакле су трговали, обично текстилом и житом. Послови су често обухватали шире породице и са њима су отваране школе у којима се предавао грчки и православне цркве.
Како су се тржишта мењала и што су се више успостављала, неке породице су своје пословање преоријентисале у бродоградњу финансирану од локалне грчке заједнице. Са економским успехом, дијаспора се проширила даље преко Леванта, северне Африке, Индије и САД.
У 20. веку су многи Грци напустили своје традиционалне домовине из економских разлога што је резултирало великим миграцијама из Грчке и Кипра у Сједињене Државе, Велику Британију, Аустралију, Канаду, Немачку и Јужну Африку, посебно након Другог светског рата (1939–1945), Грчког грађанског рата (1946–1949), и Турске инвазије Кипра 1974. године.
Иако су званичне бројке и даље оскудне, анкете указују на обновљену грчку емиграцију као резултат грчке финансијске кризе. Према подацима које је Савезни завод за статистику Немачке објавио 2011. године, 23.800 Грка емигрирало је у Немачку, што је значајан пораст у односу на претходну годину. Поређења ради, око 9.000 Грка емигрирало је у Немачку 2009. године, а 12.000 2010. године.

## Култура
Грчка култура еволуирала је хиљадама година, почевши од микенске цивилизације, настављајући се кроз класичну еру, хеленистички период, римски и византијски период и на њу је дубоко утицало хришћанство, на које је заузврат веома утицала и обликовала га. Османски Грци морали су проћи кроз неколико векова недаћа која су кулминирала геноцидом у 20. веку. Просветитељство је заслужно за ревитализацију грчке културе и рађање синтезе древних и средњовековних елемената који је данас карактеришу.

### Језик
Већина Грка говори грчким језиком, независном граном индоевропских језика, чији су најближи сродни језици јерменски и индоирански. Има најдужу документовану историју од било ког живог језика, а грчка књижевност има континуирану историју од преко 2500 година. Најстарији записи на грчком писани Линеар Б писмом, датирају из 1450. годину п. н. е. Након грчког мрачног века, из којег одсуствују писани записи, грчки алфабет се појављује у 9. – 8. веку пре нове ере. Грчки алфабет је изведен из феничанског писма, и заузврат је постало матични алфабет латинице, ћирилице, и неколико других писама. Најранија грчка књижевна дела су Хомерови епови, различито датирани од 8. до 6. века п. н. е. Значајна научна и математичка дела укључују Еуклидове елементе, Птоломејев Алмагест, и друге. Нови завет је првобитно написан на грчком језику Коине.
Грчки језик показује неколико језичких карактеристика које се деле са другим балканским језицима, као што су албански, бугарски и источноромански језици (види Балканска језичка заједница), и упио је многе стране речи, првенствено западноевропског и турског порекла. Због покрета филхеленизма и просветитељства у 19. веку, који су истицали древно наслеђе модерних Грка, ови страни утицаји су искључени из службене употребе стварањем катаревусе, донекле вештачког облика грчког језика очишћеног од свих страних утицаја и речи, као званични језик грчке државе. Хеленски парламент је 1976. године, изгласао је да се говорни димотики учини службеним језиком, прогласивши катаревусу застарелом.
Новогрчки језик има, поред стандардног модерног грчког или димотикија, широк спектар дијалеката различитих нивоа међусобне разумљивости, укључујући кипарски, понтски, кападокијски, грички и цаконијски (једини преживели представник древног дорског грчког). Јевански је језик Романиота и опстаје у малим заједницама у Грчкој, Њујорку и Израелу. Поред грчког, многи грчки грађани у Грчкој и дијаспори двојезично говоре и на другим језицима као што су енглески, арвантски/албански, цинцарски, меглено-влашки, северномакедонски, руски и турски.

### Религија
Већина Грка су хришћани, који припадају Грчкој православној цркви. Током првих векова након Исуса Христа, Нови завет је првобитно написан на грчком језику Коине, који је остао литургијски језик Грчке православне цркве, а већина раних хришћана и црквених отаца су говорили грчки. Постоје мале групе етничких Грка који се придржавају других хришћанских праваца попут гркокатолика, грчких евангелиста, пентекосталаца и група које се придржавају других религија, укључујући Романиоте и Сефардије и грчке муслимане. Око 2.000 Грка су чланови хеленских скупштина политеистичког реконструкционизма.
У савременој ери муслимани који говоре грчки живе углавном изван Грчке. У Либану и Сирији постоје и хришћанска и муслиманска заједница грчког говорног подручја, док у турском региону Понта постоји велика заједница неодређене величине која је поштеђена током размене становништва због своје верске припадности.

### Уметност
Грчка уметност има дугу и разноврсну историју. Грци су допринели визуелној, књижевној и сценској уметности. На Западу је класична грчка уметност утицала на обликовање римског а касније и модерног западног уметничког наслеђа. Након ренесансе у Европи, хуманистичка естетика и високи технички стандарди грчке уметности инспирисали су генерације европских уметника. Па све до 19. века, класична традиција изведена из Грчке играла је важну улогу у уметности западног света. На Истоку су освајања Александра Великог покренула неколико векова размене између грчке, средњоазијске и и индијске културе, што је резултирало индо-грчком и грчко-будистичком уметношћу, чији је утицај сезао до Јапана.
Византијска уметност, која је израсла из хеленистичке класичне уметности и прилагодила паганске мотиве у служби хришћанства, пружила је подстицај уметности многих народа. Њени утицаји могу се пратити од Венеције на западу до Казахстана на истоку. Заузврат, грчка уметност је била под утицајем источних цивилизација (тј. Египта, Персије, итд.) током различитих периода њене историје.
Међу значајне модерне грчке уметнике спадају главни ренесансни сликари: Ел Греко, Јанис Царухис, Константин Андреу, Јанис Кунелис; склуптори: Лазар Сохос, Јоргос Виталис, Димитриос Филипотис, Јоанис Косос, Јоргос Бонанос и Лазарос Фиталис; пијаниста Димитри Митропулос, сопран Марија Калас; композитори: Микис Теодоракис, Никос Скалкотас, Спиридон Самарас, Манолис Каломирис, Манос Лоизос, Вангелис; певачи: Сотирија Белу, Нана Мускури, Вики Леандрос и Демис Русос; поете: Костис Паламас, писац Химне слободе Дионисиос Соломос, Марија Полидури, Костас Варналис, Никос Кавадиас, Андреас Ембирикос. Константин Кавафи и нобеловци Јоргос Сеферис и Одисеас Елитис спадају међу најзначајније песнике 20. века.
Међу значајним биоскопским или позоришним глумцима спадају: Михалис Какогианис, Алекос Сакелариос, Мелина Меркури, Никос Цифорос, Катина Паксину, Никос Кундурос, Елие Ламбети, Ирена Папас итд.
Међу најзначајнијим архитектама модерног доба су Јаонис Деспотопоулос, Димитрис Пикионис, Патроклос Карантинос и Такис Зенетос.

### Наука
Грци класичне и хеленистичке ере дали су основни допринос науци и филозофији, постављајући темеље неколико западних научних традиција, попут астрономије, географије, историографије, математике, медицине, филозофије и политикологије. Научна традиција грчких академија одржавала се током римског доба са неколико академских институција у Константинопољу, Антиохији, Александрији и другим центрима грчког учења, док је византијска наука у основи била наставак класичне науке. Грци имају дугу традицију вредновања и инвестирања у образовање. Паидеиа је била једна од највиших друштвених вредности у грчком и хеленистичком свету, док је прва европска институција описана као универзитет основана у Константинопољу у 5. веку и деловала је у разним инкарнацијама све до пада града под Османлијама  1453. године. Цариградски универзитет је био прва секуларна високошколска установа хришћанске Европе, јер се нису учили теолошки предмети, и узимајући у обзир изворно значење светског универзитета као корпорације студената, такође се сматра првим универзитетом на свету.
У 2007. години, Грчка је имала осми највећи проценат терцијарног уписа на свету, док су Грци из дијаспоре подједнако активни на пољу образовања. Стотине хиљада грчких студената похађају западне универзитете сваке године, док факултетске листе водећих западних универзитета садрже запањујући број грчких имена. Међу значајне грчке научнике модерног доба спада и индолог Димитриос Галанос, др Јоргос Папаниколау (проналазач Пап теста), математичар Константин Каратеодори, археолози Манолис Андроникос, Валериос Стаис, Спиридон Маринатос и Јоанис Своронос, информатичари Михалис Дертузос, Јоанис Аргирис, Николас Негропонте, Жозеф Сифакис (који је 2007. године добио Тјурингову награду), Христос Пападимитриу (добитник Кнутове награде 2002. и Геделове награде 2012), астроном Ежен Мишел Антонијади, биологичар Фотис Кафатос, историчари Константин Папаригопоулос и Елен Арвелер и политички социолози Никос Пуланцас и Корнелиус Касториадис.
Међу значајним инжењерима и аутомобилским дизајнерима су Николас Томбазис, Алек Исигонис и Андреас Запатинас.

### Симболи
Најраспрострањенији симбол је застава Грчке, на којој се налазе девет хоризонталних линија плаве и беле боје наизменично, а које представљају слогове грчке крилатице „Слобода или смрт“ (грч. Ελευθερία ή θάνατος), која је била крилатица током грчког рата за независност. Бели равнокраки (тзв. грчки) крст на плавој позадини у горњем левом углу (кантону) представља грчко православље. Кипарски Грци увелико користе грчку заставу, иако је Кипар званично усвојио неутралну заставу како би ублажио етничке тензије са кипарском турском мањином (види застава Кипра).
Грчка застава пре 1978. године (и прва) на којој се налази грчки крст (лат. crux immissa quadrata) на плавој позадини, широко се користи као алтернатива службеној застави и често се вијоре заједно. На националном грбу Грчке налази се плави штит са белим крстом окружена двема ловоровим гранчицама.
Још један врло препознатљив и популаран грчки симбол је двоглави орао, царски амблем последње династије Источног римског царства и уобичајени симбол у Малој Азији и касније у источној Европи. Није део модерне грчке заставе или грба, иако је званична ознака грчке војске и налази се на застави Православне цркве Грчке. Налазио се у грчком грбу између 1925. и 1926. године.

### Политика
Античка Атина се сматра колевком демократије. Термин се појавио у 5. веку пре нове ере да означи политичке системе који су тада постојали у грчким полисима, посебно Атини, у значењу „владавина народа“, за разлику од аристократије (грч. ἀριστοκρατία), што значи „владавина изврсне елите“, и олигархије. Иако су теоретски ове дефиниције у супротности, у пракси је разлика била занемарљива. Предвођени Клистеном, Атињани су успоставили оно што се генерално сматра првом демократијом 508–507. п. н. е, која је постепено попримала облик непосредне демократије. Демократски облик владавине опао је током хеленистичког и римског доба, да би оживео током раног новог века у Западној Европи.
Европско просветитељство и демократске, либералне и националистичке идеје Француске револуције били су пресудни фактор за избијање грчког рата за независност и успостављање модерне грчке државе.
Међу значајним модерним грчким политичарима су Јоанис Каподистријас, оснивач Прве грчке републике, реформисти Харилаос Трикупис, Елефтериос Венизелос, који су представили облик модерне Грчке, социјалдемократе Јоргос Папандреу и Александрос Папанастасиу, Костас Караманлис, оснивач Треће грчке републике, и социјалиста Андреас Папандреу.

### Имена и презимена
Грчка презимена почињу да се појављују у 9. и 10. веку, првобитно међу владарским породицама, да би на крају потиснули древну традицију коришћења имена оца поред личног имена. Ипак, грчка презимена најчешће су патроними, попут оних која се завршавају суфиксом -опулос или -идес, док друга потичу из трговачких занимања, физичких карактеристика или места као што је град, село или манастир. Најчешће се грчка мушка презимена завршавају на -с, што је уобичајени завршетак за властите именице грчког мушког рода у номинативу. Повремено се (посебно на Кипру) нека презимена завршавају на -у, што указује на генитив патронимског имена. Многа презимена завршавају се суфиксима који су повезани са одређеним регионом, као што су -акис (Крит), -еас или -акос (полуострво Мани), -атос (острво Кефалонија), -елис (острво Лезбос) и тако даље. Поред грчког порекла, нека презимена имају и турско или латинско / италијанско порекло, посебно међу Грцима из Мале Азије и Јонских острва. Женска презимена се завршавају самогласником и обично су генитив одговарајућег мушког презимена, мада се њихова употреба не среће у дијаспори, где се углавном користи мушка верзија презимена.
У погледу личних имена, два главна утицаја су хришћанство и класични хеленизам; древне грчке номенклатуре никада нису заборављене, већ су се шире примењивале од 18. века надаље. Као и у антици, деца обично добијају имена по бакама и декама, с тим да прворођено мушко дете добија име по деди по оцу, друго мушко дете по деди по мајци. Лична имена су често позната по умањеном суфиксу, као што су -акис за мушка имена и -ица или -ула за женска имена. Грци углавном не користе средња имена, већ користе генитив очевог имена као средње име. Ова употреба пренета је на Русе и друге Источне Словене (патроним).

### Море: истраживање и трговина
Традиционалне грчке домовине били су грчко полуострво и Егејско море, Јужна Италија (Велика Грчка), Црно море, Јонијска обала Мале Азије и острва Кипар и Сицилија. У Платоновом Федону, Сократ примећује: „ми (Грци) живимо око мора попут жаба око баре“ описујући својим пријатељима грчке егејске градове. О овој слици сведочи карта старе грчке дијаспоре, која је одговарала грчком свету до стварања грчке државе 1832. Море и трговина били су природни излази за Грке, јер је грчко полуострво углавном каменито и није баш погодно за пољопривреду.
Међу значајне грчке поморце убрајају се људи попут Питеја из Масалије који је допловио до Велике Британије, Евтимена који је допловио до Африке, Скилакса из Каријанде који је допловио до Индије, наварха Александра Великог Неарха, Мегастена, истраживача Индије, касније трговца из 6. века и монаха Козме, и истраживач Северозападног пролаза Јоанис Фокас познат и као Хуан де Фука. У каснијим временима, византијски Грци су се кретали морским путевима Средоземља и контролисали трговину све док ембарго који је византијски цар наметнуо у трговини са Калифатом није отворио врата за касније италијанско првенство у трговини. Панајотис Потагос био је још један истраживач модерног доба који је први стигао до реке Мбому и Уеле са севера.
Грчка традиција бродарства опоравила се током касне османске владавине (посебно након Кучуккаинарџијског мира и током Наполеонових ратова), када се развила значајна трговачка средња класа, која је играла важну улогу у грчком рату за независност. Данас грчко бродарство наставља да напредује до те мере да Грчка има једну од највећих трговачких флота на свету. Најистакнутији бродоградитељ 20. века био је Аристотел Оназис, поред њега били су Јанис Лацис, Ставрос Ливанос и Ставрос Ниархос.

## Генетика
Генетске студије које користе вишеструке генске маркере, анализом хаплогрупе Y хромозома и маркери митохондријских гена (mtDNA) показују да Грци имају слично порекло као и остатак Европљана, а посебно Италијани и и становници јужног Балкана попут Албанаца, Македонаца и Румуна. Студија из 2008. године показала је да су Грци генетски најближи Италијанима и Румунима а друга студија из 2008. године показала је да су блиски Италијанима, Албанцима, Румунима и Словенима са јужног Балкана.
Студија из 2017. године о генетском пореклу Минојаца и Микенаца показала је да модерни Грци подсећају на Микене, али са неким додатним ублажењима раног неолитског порекла. Резултати студије подржавају идеју генетског континуитета између ових цивилизација и модерних Грка, али не и изолацију у историји популација на Егеју, пре и после времена најранијих цивилизација на том простору. У интервјуу је аутор студије, генетичар са Харвардског универзитета Јосиф Лазаридис, прецизирао „да све три групе бронзаног доба (Минојци, Микенци и становници југозападне Анадолије из бронзаног доба) воде већи део свог порекла од ранијих неолитских популација које су биле врло сличне у Грчкој и западној Анадолији. Али, такође су имали неко порекло са „истока“, везано за популације Кавказа и Ирана, као и„ неко порекло са „севера“, повезано са ловцима-сакупљачима из источне Европе и Сибира, као и са људима из степе из бронзаног доба.
Студија о геномској историји егејских цивилизација из 2021. године показала је да су модерни Грци генетски слични Егејцима који су живели у северној Грчкој око 2.000. године п. н. е.